# Nordische Badmintonmeisterschaft 1984
Die Nordische Badmintonmeisterschaft 1984 fand vom 17. bis zum 18. November 1984 in Fjellhamar in Norwegen statt.

## Finalergebnisse
| Disziplin    | Sieger                           | Finalist                            | Ergebnis            |
| ------------ | -------------------------------- | ----------------------------------- | ------------------- |
| Herreneinzel | Morten Frost                     | Jens Peter Nierhoff                 | 17-14, 15-6         |
| Dameneinzel  | Kirsten Larsen                   | Christine Magnusson                 | 11-0, 11-3          |
| Herrendoppel | Stefan Karlsson Thomas Kihlström | Mark Christiansen Michael Kjeldsen  | 15-11, 14-18, 18-14 |
| Damendoppel  | Dorte Kjær Kirsten Larsen        | Christine Magnusson Maria Bengtsson | 15-7, 14-17, 15-10  |
| Mixed        | Jesper Helledie Dorte Kjær       | Kenneth Larsen Gitte Paulsen        | 15-10, 15-9         |